# Audea fatilega
Audea fatilega là một loài bướm đêm trong họ Erebidae.